# Rostbürzeltapaculo
Der Rostbürzeltapaculo (Scytalopus griseicollis, Syn.: Merulaxis grisei-collis), auch  Südlicher Rostbürzeltapaculo genannt, zählt innerhalb der Familie der Bürzelstelzer (Rhinocryptidae) zur Gattung Scytalopus.
Früher wurde die Art als Unterart (Ssp.) des Andentapaculos (Scytalopus magellanicus) angesehen und als Scytalopus magellanicus griseicollis bezeichnet, unterscheidet sich aber durch die Lautgebung.
Die Art kommt in den östlichen Anden in Kolumbien und angrenzend in Venezuela vor.
Das Verbreitungsgebiet umfasst Unterholz im subtropischen feuchten Bergwald und Páramo, auch trockenere Wälder und Gebüsch, gerne in Bambus zwischen 2000 und 3300 m Höhe.
Das Artepitheton kommt von lateinisch griseus ‚grau‘ und lateinisch collum ‚Hals, Nacken‘.

## Merkmale
Der Vogel ist 10 bis 12 cm groß und wiegt zwischen 16 und 20 g. Die Art ist für einen Tapaculo relativ klein mit hellorangenen Flanken und blasser Unterseite. Die bei anderen Tapaculos zu findende Bänderung fehlt oder ist nur angedeutet. Die Art ist hauptsächlich grau bis dunkelgrau, Rücken und Flügel sind graubraun, der Rumpf orangebraun, der Schwanz braun. Die Unterseite ist grau bis weißlich. Die Iris ist dunkel, der Schnabel schwärzlich, die Füße bräunlich. Jungvögel sind zimtfarben und dicht grau gebändert.

## Geografische Variation
Es werden folgende Unterarten anerkannt:
- S. g. gilesi Thomas M. Donegan & Avendaño, 2008 – Yariguíes-Gebirge, Zentralkolumbien
- S. g. griseicollis (Lafresnaye, 1840), Nominatform – Departamento de Cundinamarca und Departamento de Boyacá, Zentralkolumbien
- S. g. morenoi Avendaño & Donegan, 2015 –Departamento de Santander und Departamento de Norte de Santander, Nordzentralkolumbien und Apure und Táchira in Venezuela

## Stimme
Der Gesang wird als langsamer rollender, auch als schneller sägender Triller beschrieben über 10 bis 15 s.

## Lebensweise
Die Nahrung besteht aus kleinen Gliederfüßern.
Über die Brutzeit ist nichts Genaues bekannt.

## Gefährdungssituation
Der Bestand gilt als nicht gefährdet (Least Concern).